# (523645) 2010 VK201
(523645) 2010 VK201 ist ein großes transneptunisches Objekt, das bahndynamisch als Cubewano oder als erweitertes Scattered Disc Object eingestuft wird. Aufgrund seiner Größe ist der Asteroid ein Zwergplanetenkandidat.

## Entdeckung
2010 VK201 wurde am 1. November 2010 von Susan D. Benecchi mit dem 1,8-m-Pan-STARRS-Teleskop (PS1) am Haleakalā-Observatorium (Maui) entdeckt. Die Entdeckung wurde am 17. Oktober 2011 bekanntgegeben, der Asteroid erhielt am 25. September 2018 die Kleinplanetennummer 523645.
Der Beobachtungsbogen des Asteroiden beginnt mit der offiziellen Entdeckungsbeobachtung im November 2010. Im Oktober 2018 lagen insgesamt 107 Beobachtungen über einen Zeitraum von 8 Jahren vor. Die bisher letzte Beobachtung wurde im Dezember 2017 am Lowell-Observatorium durchgeführt. (Stand 24. Februar 2019)

## Eigenschaften

### Umlaufbahn
2010 VK201 umkreist die Sonne in 282,16 Jahren auf einer leicht elliptischen Umlaufbahn zwischen 37,97 AE und 48,07 AE Abstand zu deren Zentrum. Die Bahnexzentrizität beträgt 0,117, die Bahn ist 28,84° gegenüber der Ekliptik geneigt. Derzeit ist der Planetoid 48,00 AE von der Sonne bzw. 47,89 AE von der Erde entfernt. Das Perihel durchlief er das letzte Mal 1885, der nächste Periheldurchlauf dürfte also im Jahre 2167 erfolgen.
Marc Buie (DES) stuft den Planetoiden als erweitertes SDO (ESDO bzw. DO) ein, während das Minor Planet Center ihn allgemein als «Distant Object» und als Nicht-SDO einordnet. Das Johnston’s Archive führt es dagegen als Cubewano auf, wobei es zu den bahndynamisch «heißen» klassischen KBO gehören würde.

### Größe und Rotation
Derzeit wird von einem Durchmesser von etwa 501 km ausgegangen, basierend auf einem Rückstrahlvermögen von 7 % und einer absoluten Helligkeit von 5,0 m. Die scheinbare Helligkeit von 2010 VK201 beträgt 20,49 m.
Da anzunehmen ist, dass sich 2010 VK201 aufgrund seiner Größe im hydrostatischen Gleichgewicht befindet und somit weitgehend rund sein muss, sollte er die Kriterien für eine Einstufung als Zwergplanet erfüllen. Mike Brown geht davon aus, dass es sich bei 2010 VK201 um wahrscheinlich einen Zwergplaneten handelt.
Die Lichtkurve des Planetoiden wurde 2013 durch Susan Benecchi und Scott S. Sheppard analysiert, basierend auf photometrischen Observationen im S- and R-Band mit dem Carnegie’s 2,5-m-Irénée du Pont-Telescop am Las-Campanas-Observatorium (Chile). 2010 VK201 rotiert demnach in 7 Stunden und 35,4 Minuten einmal um seine Achse. Daraus ergibt sich, dass er in einem 2010 VK201-Jahr 325880,2 Eigendrehungen („Tage“) vollführt.
Es wird angenommen, dass es sich um einen relativ dunklen kohlenstoffreichen Körper handelt.
| Jahr                                         | Abmessungen km | Quelle              |
| -------------------------------------------- | -------------- | ------------------- |
| 2013                                         | 420,27         | LightCurve DataBase |
| 2018                                         | 443,0          | Johnston            |
| 2018                                         | 501,0          | Brown               |
| Die präziseste Bestimmung ist fett markiert. |                |                     |